# Домбровский угольный бассейн
Домбровский угольный бассейн / Заглембье Домбровске(пол. Zagłębie Dąbrowskie) — северо-восточная часть Верхнесилезского каменноугольного бассейна, исторический и географический район на юге Польши.

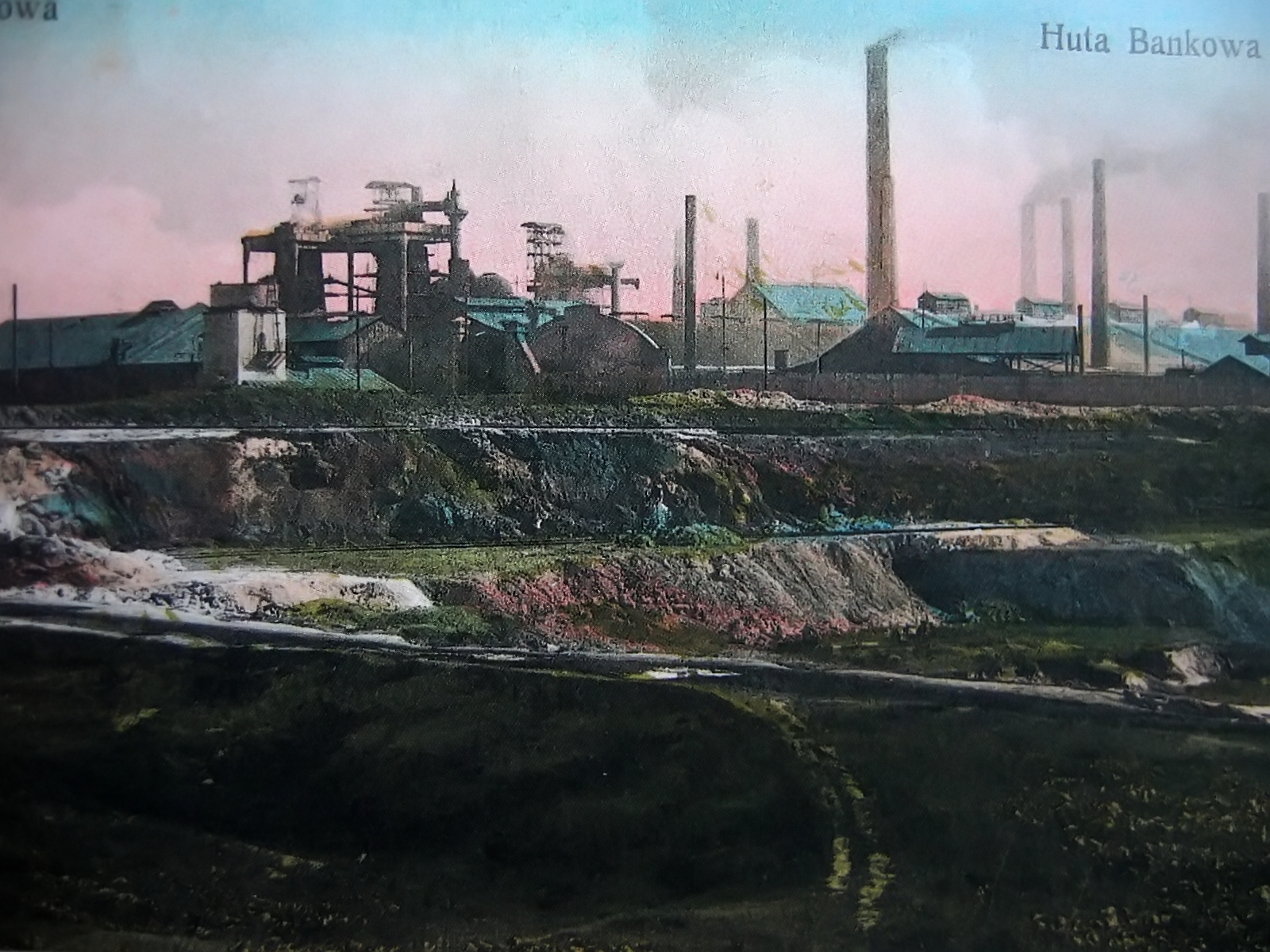
Хута Банкова в 1910 году

Район входит в состав Малой Польши, хотя имеет много культурных и исторических особенностей соседней Силезии.
Помимо трёх основных культурных и промышленных центров области (Домброва-Гурнича, Сосновец и Бендзин), область также включает в себя ряд более мелких городов. Среди них Челядзь, Войковице, Севеж и Славкув, а также небольшие посёлки.
Большие запасы угля здесь были открыты в середине XIX века. С открытием в 1848 году Варшаво-Венской железной дороги регион стал одним из наиболее развитых в промышленном отношении на территории Царства Польского. В 1850 году здесь был основан крупнейший и самый современный металлургический завод того времени — Хута Банкова (пол. Huta Bankowa).

## Транспорт
Ныне все города Домбровского угольного бассейна связаны сетью хороших автомобильных дорог.
Кроме того, с 1894 года здесь действует одна из крупнейших трамвайных систем в мире общей протяжённостью 341 км, которая объединяет многие города региона.